# Heliofly I
Der Heliofly war ein Rucksack-Tragschrauber des österreichischen Erfinders Paul Baumgartl.

## Geschichte
Auf der Wiener Messe 1946 stellte Baumgartl erstmals seinen Heliofly I vor. Keiner der gebauten Prototypen ging in Produktion. Der Erfinder Paul Baumgartl wurde 1920 in Alland geboren und starb 2012 in São Paulo.

## Versionen
Heliofly I
Die Konstruktion wird auf dem Rücken wie ein Rucksack getragen, besitzt keinen Antrieb und nutzt das Prinzip der Autorotation bei Hubschraubern. Entwickelt wurde die Heliofly, um von Hügeln oder Bergen abzuspringen und damit große Distanzen überwinden zu können. Mit seinen 17,5 kg war dieser Rucksack-Tragschrauber leicht zu tragen und anzulegen.
Heliofly III/57
Dieser Rucksack-Hubschraubertyp (engl. Backpack helicopter) wurde 1942 entworfen und besitzt zwei gegenläufige einblättrige Rotoren, die einen Koaxialrotor bilden. Der Rotor hat 4,75 m Durchmesser und wiegt 20 kg.
Heliofly III/59
Der erste Typ, der nicht als kompakter Hubschrauber entworfen war, hat einen Sitz auf einem Eisengestell mit Kufen als Landevorrichtung. Als Antrieb dient ein 16-PS-Motor. Dieses Gerät wog nur 35 kg, die Startmasse lag bei etwa 120 kg. Der Rotordurchmesser betrug 6,1 m.